# Donostia-díj
A Donostia-díj a San Sebastián-i Nemzetközi Filmfesztivál díja a kiemelkedő életpálya elismeréseként. Az életműdíjat 1986-ban adtak át első alkalommal. 

## Díjazottak
| Év   | Díjazott                                                                    |
| ---- | --------------------------------------------------------------------------- |
| 2021 | Johnny Depp                                                                 |
| 2019 | Penélope Cruz, Costa-Gavras, Donald Sutherland                              |
| 2018 | Koreeda Hirokazu, Danny DeVito, Judi Dench                                  |
| 2017 | Ricardo Darín, Monica Bellucci, Agnès Varda                                 |
| 2016 | Ethan Hawke, Sigourney Weaver                                               |
| 2015 | Emily Watson                                                                |
| 2014 | Denzel Washington, Benicio del Toro                                         |
| 2013 | Carmen Maura, Hugh Jackman                                                  |
| 2012 | John Travolta, Oliver Stone, Ewan McGregor, Tommy Lee Jones, Dustin Hoffman |
| 2011 | Glenn Close                                                                 |
| 2010 | Julia Roberts                                                               |
| 2009 | Ian McKellen                                                                |
| 2008 | Meryl Streep, Antonio Banderas                                              |
| 2007 | Richard Gere, Liv Ullmann                                                   |
| 2006 | Max von Sydow, Matt Dillon                                                  |
| 2005 | Willem Dafoe, Ben Gazzara                                                   |
| 2004 | Annette Bening, Jeff Bridges, Woody Allen                                   |
| 2003 | Robert Duvall, Sean Penn, Isabelle Huppert                                  |
| 2002 | Jessica Lange, Bob Hoskins, Dennis Hopper                                   |
| 2001 | Julie Andrews, Warren Beatty, Francisco Rabal                               |
| 2000 | Michael Caine, Robert De Niro                                               |
| 1999 | Anjelica Huston, Fernando Fernán Gómez, Vanessa Redgrave                    |
| 1998 | Jeanne Moreau, Anthony Hopkins, John Malkovich                              |
| 1997 | Michael Douglas, Jeremy Irons                                               |
| 1996 | Al Pacino                                                                   |
| 1995 | Lana Turner, Anthony Quinn                                                  |
| 1994 | Susan Sarandon, Catherine Deneuve                                           |
| 1993 | Robert Mitchum                                                              |
| 1992 | Lauren Bacall                                                               |
| 1991 | Anthony Perkins                                                             |
| 1990 | Claudette Colbert                                                           |
| 1989 | Bette Davis                                                                 |
| 1988 | Vittorio Gassman                                                            |
| 1987 | Glenn Ford                                                                  |
| 1986 | Gene Tierney, Gregory Peck                                                  |